# Echinoderes agigens
Echinoderes agigens är en djurart som tillhör fylumet pansarmaskar, och som beskrevs av Mihai Bacescu 1968. Echinoderes agigens ingår i släktet Echinoderes och familjen Echinoderidae.
Artens utbredningsområde är Svarta Havet. Inga underarter finns listade i Catalogue of Life.